# 学校法人東洋大学
学校法人東洋大学（がっこうほうじんとうようだいがく）は、日本の学校法人。

## 設置校
- 東洋大学
- 東洋大学附属牛久中学校・高等学校
- 東洋大学附属姫路中学校・高等学校
- 東洋大学京北中学高等学校
（2015年4月1日に京北中学校・高等学校より改称）
- 京北幼稚園

## 廃止校
- 東洋大学短期大学
- 京北学園白山高等学校
- 東洋大学附属南部高等学校
（跡地に青森県立八戸工業高等学校南部分校が設置され青森県立南部工業高等学校へ改組の後に廃校）
- 東洋大学第三高等学校
（提携解消後に東海大学付属甲府高等学校へ改称）

## 格付け
2009年1月15日に日本格付研究所から長期優先債務格付の「AA」の信用格付けを取得した。

## 関係法人（廃止）
- 学校法人京北学園

京北中学校・高等学校、京北学園白山高等学校、京北幼稚園を設置していた。第二次世界大戦前までは、東洋大学と京北学園の諸学校は、共に財団法人東洋大学によって設置されていた。学校法人制度発足の際に分離したが、2011年度より、再び合併した。